# Fコース
『Fコース』は、山田悠介のSF小説。『Aコース』の続編。幻冬舎より、2005年6月発行。（ISBN 4-344-40668-0）

## ストーリー
バーチャワールド（通称 バーチャ）は、今やゲームセンターの人気アトラクション。爆発的に人気が出たことでプレイ料金も当初より大幅に安くなり、さらにはバーチャ専門のゲームセンターが出始めるほど。そんななか、また一人このバーチャに挑戦しようという女子高生がいた。彼女の名は諸岡智里。彼女は友達と一緒に、新しくできたという『Fコース』にチャレンジすることに。ステージは夜の美術館。クリア条件は、『手をつなぐ二人』という名の絵画を盗み出すこと。智里は友達と警備員を倒しながら手をつなぐ二人を見つける。しかし、最後の最後で智里たちは取り返しのつかない事実を知ることになる。